# Филхнер (шелфов ледник)
Шелфовият ледник Филхнер (на немски: Filchner-Schelfeis; на английски: Filchner Ice Shelf) заема част от крайбрежието на Западна Антарктида, Земя кралица Елизабет на юг и част от крайбрежието на Източна Антарктида, Земя Котс на изток, а на запад – до възвишението-остров Беркнер, в акваторията на море Уедъл, част от Атлантическия сектор на Южния океан. Простира се на 450 km север на юг и на около 200 km от запад на изток. Височината му в крайните части достига 30 m, а в централните и тилните части – 70 – 120 m. Дебелината на леда се изменя съответно от 200 до 700 m. На запад във възвишението-остров Беркнер се вдават ледените заливи Маккарти и Робъртс, а на север в шелфовия ледник – заливите Гулд и Чик. От изток, от планината Шакълтън, на Земя Котс, в него се спускат големите планински ледници Слесър и Рековери. Приблизително на всеки 15 – 20 години от кроя на шелфовия ледник се отчупват гигантски айсберги. На 4 април 2004 г. от края на ледника се отчупва гигантски айсберг д зължина 166 и ширина 44 km.
Шелфовият ледник Филхнер е открит на 30 януари 1912 г. и първоначално изследван от участниците в германската антарктическа експедиция ръководена от Вилхелм Филхнер и е наименуван в негова чест. До края на 1960-те години названието на шелфовия ледник Филхнер се разпространява и намиращият се западно от него шелфов ледник Роне и сега на географските карти се изписва като шелфов ледник Филхнер-Роне с площ от 422 420 km2 и по този начин става вторият по-големина след шелфовия ледник Рос на Земята.